# Derventa (Milići)
Pour les articles homonymes, voir Derventa (homonymie).
Derventa (en serbe cyrillique : Дервента) est un village de Bosnie-Herzégovine. Il est situé dans la municipalité de Milići et dans la république serbe de Bosnie. Selon les premiers résultats du recensement bosnien de 2013, il compte 280 habitants.

## Démographie

### Évolution historique de la population dans la localité
| 1948 | 1953 | 1961 | 1971 | 1981 | 1991 | 2013 |
| ---- | ---- | ---- | ---- | ---- | ---- | ---- |
| -    | -    | -    | 255  | 249  | 324  | 280  |

|  |

### Communauté locale
En 1991, la communauté locale de Derventa comptait 2 737 habitants, répartis de la manière suivante :